# Miroslav Hýll
Miroslav Hýll est un footballeur slovaque né le 20 septembre 1973.

## Carrière
- 1993-1994 : MŠK Žilina  Slovaquie
- 1994-2004 : FK Inter Bratislava  Slovaquie
- 2004-2005 : Oghab Téhéran  Iran
- 2005-2005 : Admira Wacker Mödling  Autriche
- 2005-2006 : Zob Ahan FC  Iran
- 2006-2007 : Bargh Chiraz  Iran
- 2007-2009 : MFK Petržalka  Slovaquie

## Palmarès

### Avec l'Inter Bratislava
- Champion de Slovaquie en 2000 et 2001
- Vainqueur de la Coupe de Slovaquie en 1995, 2000 et 2001

### Avec l'Artmedia Petržalka
- Champion de Slovaquie en 2008
- Vainqueur de la Coupe de Slovaquie en 2008